# Път на живота
 Тази статия е за пътя.  За музея вижте Път на живота (музей).  
Военно-автомобилен път № 101, трасето Вагано – Кобона, е наричано поради жизненоважната си роля, изиграна по време на Блокадата на Ленинград (8 септември 1941 – 27 януари 1944 г.) Пътят на живота (на руски: Дорога жизни). Фунционира по Ладожкото езеро, след като то замръзне през зимата.

## Предистория
По свидетелство на руският писател Даниил Гранин, който оцелява след блокадата на Ленинград, представено пред германския Бундестаг: „Умира едно тригодишно дете. Майката слага трупа му на прозореца и всеки ден реже по едно парче от месото, за да изхрани второто си дете – и така го спасява“. Канибализмът също не е бил рядкост по времето на близо 900-дневната блокада. Смята се, че е имало между 1000 и 2000 случая на човекоядство. При това канибализмът се е наказвал с разстрел без право на обжалване. Според статистиката градът наброява 2,5 милиона души, от които 400 000 са деца. Недостигът на храни според историка от Йена Йорг Ганценмюлер се дължи на обстоятелствата, че още от лятото на 1941 година Вермахтът среща трудности със снабдяването с провизии. Това би могло да се компенсира „само ако цивилното население в окупираните земи бъде оставено да гладува“. За всичките 871 дни на блокада загиват 1,1 милиона цивилни граждани, в болшинството си от глад. На 8 ноември 1941 г. Хитлер заявява в речта си в Мюнхен „Ленинград ще умре от глад“, а само през месеците юни-юли близо 300 000 бежанци са дошли в града от Ленинградска област. Гладът се очертава, когато на 12 септември най-големият склад за хранителни стоки в Ленинград – Бадаевският, е унищожен след пожар, възникнал вследствие на интензивните бомбардировки.

## По време на блокадата
Още в началото на октомври 1941 година настъпва непоносим глад. Хлябът се смесва с трици и целулоза, раздават се купони за храна. Немските военни части са подпомагани още от месец август от „Светлосинята дивизия“, съставена от испански доброволци франкисти, която е предислоцирана близо до Ленинград, за да вземе участие заедно с Хитлеровите войски в боевете с червеноармейските части. От 14 август до 27 октомври финландска военна флотилия „К“ атакува съветските конвои по „Пътя на живота“ на Ладожкото езеро, за да блокира снабдяването на Ленинград. След успешното провеждане на операция „Искра“ и в тежки битки срещу немската 18-а армия те успяват да прекъснат германския кръг на обсада и отварят тесен коридор, лежащ в обсега на немската артилерия. На 5 февруари 1943 г. започва да действа „Пътят на победата“ – 33-километровата жп линия, свързваща Ленинград с останалата част на Русия. На 7 февруари в обсадения град пристига първият влак по нея.
През август 1942 г. Симфония № 7 е изпълнена при много тежки условия в самия град Ленинград под диригентството на Карл Елиасберг, след представянето ѝ в Куйбишев, Москва и Новосибирск. Елиасберг подготвя оркестъра на Големия симфоничен оркестър на Ленинградския радиокомитет, в който са останли само осем музиканти, които са в състояние да държат инструменти в ръцете си. 27 души загиват, а останалите страдат от дистрофия. Премиерата в обсадения град е на 9 август 1942 г. Необходимите стотина музиканти са събрани дори и от окопите на фронта – картечари и зенитчици от ПВО. Радиото в Ленинград транслира концерта, така че дори войниците на немските позиции са го слушали. След премиерите в СССР симфонията е изпълнявана в Лондон и Ню Йорк под диригенството на Артуро Тосканини.
През 1942 г. ленинградци се изправят пред истинско нашествие от гризачи. Организирани в големи колони те се движели дори по оживени улици направо към мелницата, където се мелело брашното за целия град. Техният естествен противник, котките, са били драстично намалели поради изяждането им от бедстващото население.
| „             | Имахме котка Васка. Любимец в семейството. През зимата на 1941 г. майка ми го заведе някъде. Тя каза, че той щял бъде в приют, там щели го хранят с риба, което ние не можем... Вечерта майка ми сготви нещо като котлети. Тогава се чудех откъде взехме месото? Нищо не разбрах... Едва по-късно... Оказва се, че благодарение на Васка оцеляхме онази зима... | “ |
| Зоя Корнилева | |   |

 След вдигането на обсадата се провежда кампания по доставяне на котки в града. Хората ги наричали „Мъхнатият Спецназ“. За целта през 1943 г. е бил издаден указ, подписан от председателя на Ленинградския градски съвет за събиране на безстопанствени животинчета от Ярославска област.

## Пътят на живота в киното
- Ладога. Режисьор Александър Веледински, сценарист Олег Маловичко, оператор Едуард Мошкович, звезди Ксения Раппопорт, Алексей Серебряков, Андрей Мерзликин (2013).[9]